# Stoughton (West Sussex)
Stoughton – wieś w Anglii, w hrabstwie West Sussex, w dystrykcie Chichester. Leży 9 km na północny zachód od miasta Chichester i 85 km na południowy zachód od Londynu. W 2001 miejscowość liczyła 631 mieszkańców.